# Isothecium nervosum
Isothecium nervosum är en bladmossart som beskrevs av William Russell Buck 1985. Isothecium nervosum ingår i släktet svansmossor, och familjen Brachytheciaceae. Inga underarter finns listade i Catalogue of Life.